# 軍雇用員
軍雇用員（ぐんこよういん）とは、復帰前の沖縄において、アメリカ軍に雇用され、米軍基地等で働いていた者をいう。
沖縄戦終結後、一般住民は米軍が設けた収容所に集められた。そこで最低限の衣食住は保障されたが、健康で就労可能な住民については、米軍の雑役などの「軍作業」に従事することが命じられた。その報酬として配給品の加配などが受けられた。当初は単純な肉体労働が多かったが、平時への移行に伴い事務職や技能職の需要も高まってきた。
復興が進み、各種産業が勃興するにつれ、軍作業も一種の職業として認知されるようになり、特定の者が専ら従事するようになっていった。これらの者が後に「軍雇用員」と呼ばれるようになった。
軍雇用員は、その名が示すようにアメリカ軍によって直接雇用され、立法院が制定した労働基準法（1953年立法第44号）とは別個に、琉球列島米国民政府が制定した労働法規に服した。米軍優位の労働法規であったため、米軍の業務に支障をきたすとみなされた労働運動などが厳しく取り締まられた。
沖縄返還に伴い、日本政府によって雇用され、米軍に派遣される駐留軍等労働者となった。返還を前に、米軍当局は米国民政府職員など不要となる軍雇用員を大量に解雇したことで大きな社会問題となった。